# بویات (نفت‌چاله)
بویات (به لاتین: Boyat) یک منطقه مسکونی در جمهوری آذربایجان است که در شهرستان نفت‌چاله واقع شده‌است. بویات ۲۴۷۲ نفر جمعیت دارد.